# Медицинская специальность
Медицинская специальность — направление медицинской практики, которое специализируется на определенной группе пациентов, заболевании, методике или философии. После окончания медицинской школы или получения другой базовой подготовки врачи, хирурги и другие клиницисты часто совершенствуют свое медицинское образование по конкретным специальностям, проходя многолетнюю подготовку, чтобы стать специалистами.

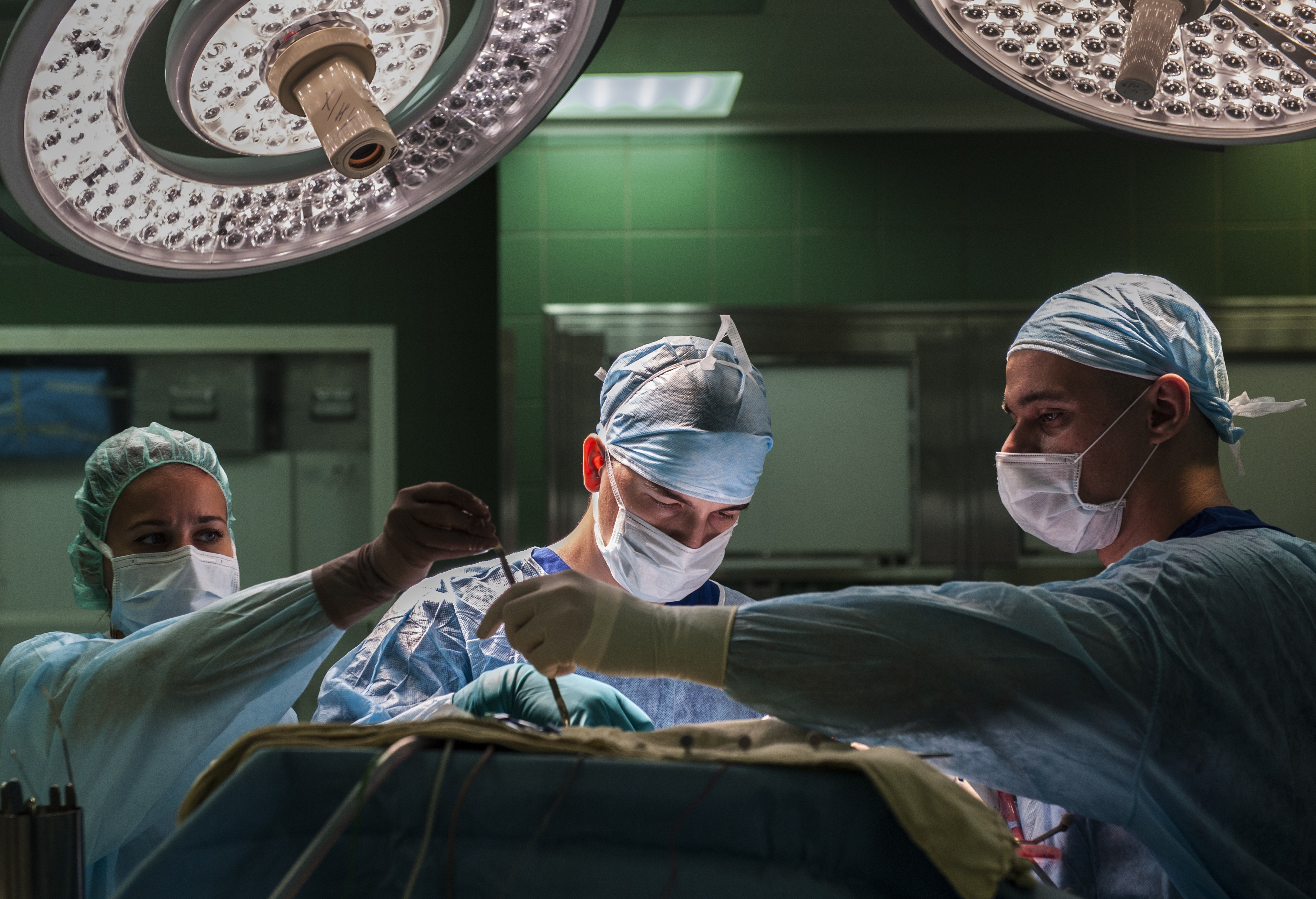
Врачи-хирурги проводящие операцию

## История
Медицинские работники в той или иной степени специализировались. Согласно
древнеримскому врачу Галену, специализация уже была распространена среди римских врачей. Еще до появления официальной правовой системы специализация врачей признавалась как неофициально, так и официально. Конкретная специализация медицинской практики варьировалась в зависимости от страны и была несколько условной.

## Специальности, признанные в Европейском союзе
Европейский союз опубликовал список медицинских специальностей, которые признаны в ЕС и, более того, в Европейской экономической зоне. Некоторые из этих специальностей в значительной степени дублируют друг друга; например, «клиническая радиология» и «радиология» в разных странах Европы могут относиться к практически одинаковым практикам.
Список специальностей признанных Европейским союзом:
- Медицина несчастных случаев и неотложной помощи
- Аллерголог
- Анестетики
- Кардиология
- Детская психиатрия
- Клиническая биология
- Клиническая химия
- Клиническая микробиология
- Клиническая нейрофизиология
- Черепно-лицевая хирургия
- Дерматология
- Эндокринология

Семейная и общая медицина
- Гастроэнтерологическая хирургия
- Гастроэнтерология
- Общая практика
- Общая хирургия
- Гериатрия
- Гематология
- Иммунология
- Инфекционные болезни
- Внутренняя медицина
- Лабораторная медицина
- Нефрология
- Нейропсихиатрия
- Неврология
- Нейрохирургия
- Ядерная медицина
- Акушерство и гинекология
- Медицина труда
- Онкология
- Офтальмология
- Хирургия полости рта и челюстно-лицевой области
- Ортопедия
- Оториноларингология
- Детская хирургия
- Педиатрия
- Патология
- Фармакология
- Физическая медицина и реабилитация
- Пластическая хирургия
- Ортопедическая хирургия
- Профилактическая медицина
- Психиатрия
- Общественное здравоохранение
- Радиационная онкология
- Радиология
- Респираторная медицина
- Ревматология
- Стоматология
- Торакальная хирургия
- Тропическая медицина
- Урология
- Сосудистая хирургия
- Венерология

## Специальности по странам

### Австралия и Новая Зеландия
В Австралии существует 15 специализированных медицинских школ, большинство из которых являются австралийскими специализированными медицинскими школами, в которых также обучаются новозеландские специалисты.

### Швеция
В Швеции перед началом обучения по специальности необходимо получить медицинскую лицензию. Выпускники шведских медицинских вузов должны пройти ротационную стажировку по различным специальностям в течение полутора-двух лет, прежде чем они получат лицензию на медицинскую практику. Специализированная медицинская подготовка длится пять лет.

### США
В Соединённых Штатах, в региональных городах существует иерархия медицинских специальностей. В небольших городах оказывается первичная помощь, в средних — вторичная, а в крупных мегаполисах — третичная. Доход, численность населения, демографические показатели, близость к врачам — все это влияет на количество и тип специалистов и врачей в городе.

## Демография
Уровень доходов населения определяет, достаточно ли в данном районе практикующих врачей и нужны ли государственные субсидии для поддержания здоровья населения. В развивающихся странах и бедных районах обычно ощущается нехватка врачей и специалистов, а практикующие врачи, как правило, находятся в крупных городах. Некоторые основные теории размещения врачей см. в центральной географической теории.
Соотношение мужчин и женщин в различных медицинских специальностях существенно различается.